# Ratnagiri
Ratnagiri ist eine Stadt im indischen Bundesstaat Maharashtra. Die Stadt liegt an der Westküste Indiens und grenzt an das Arabische Meer.
Die Stadt ist der Verwaltungssitz des gleichnamigen Distrikts Ratnagiri. Ratnagiri hat den Status eines Municipal Council. Die Stadt ist in 27 Wards gegliedert. Sie hatte am Stichtag der Volkszählung 2011 76.229 Einwohner, von denen 37.670 Männer und 38.559 Frauen waren. Hindus bilden mit einem Anteil von über 63 % die Mehrheit der Bevölkerung in der Stadt. Die Alphabetisierungsrate lag 2011 bei 91,88 % und damit deutlich über dem nationalen Durchschnitt.
Ratnagiri ist durch die Eisenbahn und State Highways mit allen wichtigen Städten Maharashtras verbunden.